# عمليات الإجلاء التي قامت بها الهند المتعلقة بجائحة كوفيد 19

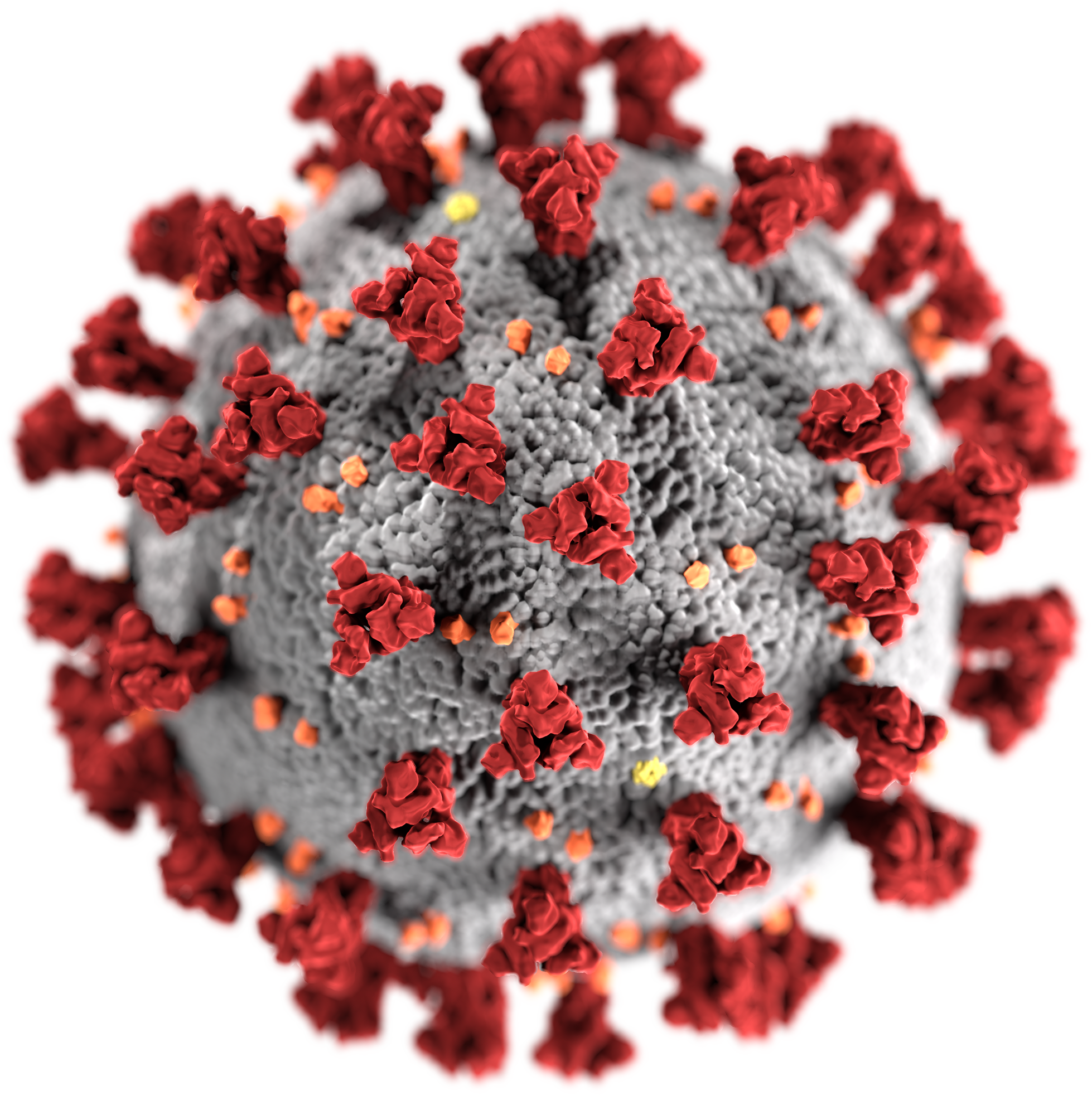

نسقت الحكومة الهندية المركزية وحكومات الولايات الهندية العديد من عمليات الإجلاء الدولية والمحلية طوال فترة جائحة كوفيد-19.

## خلفية

### جائحة كوفيد-19
سُجلت أول إصابة بفيروس كورونا المستجد في مدينة ووهان، هوبي، الصين في منتصف ديسمبر 2019، عندما أصيبت مجموعة من الأشخاص بالتهاب رئوي حاد دون أن يكون السبب واضحًا، ولم تكن العلاجات التقليدية فعالة. تتميز الإصابة بفيروس كورونا المستجد بخصائص مشابهة لمتلازمة الجهاز التنفسي الحادة الوخيمة (سارس) ومتلازمة الشرق الأوسط التنفسية الحادة (ميرس). أطلق على هذا المرض الجديد اسم كوفيد-19، وفي غضون أسابيع فقط أصيب عدة آلاف من الأشخاص في مدينة ووهان، عاصمة مقاطعة هوبي، وفرضت الحكومة المركزية الصينية تدابير صارمة لاحتواء تفشي الوباء، بما في ذلك الإغلاق الكامل لمقاطعة هوبي نفسها.
انتشر الفيروس في جميع أنحاء العالم، وفرضت العديد من الدول عمليات إغلاق خاصة بها مع قيود على السفر. ردت دول العالم على عمليات الإغلاق هذه بإجلاء مواطنيها ومواطني الدول الأخرى ونقلهم إلى ديارهم. انتشر كوفيد-19 في الهند مثلها مثل دول العالم، وللسيطرة على جائحة كوفيد-19 علقت الحكومة الهندية جميع التأشيرات اعتبارًا من 13 مارس، وعلقت جميع الرحلات الجوية الدولية لمدة تسعة أيام اعتبارًا من 22 مارس. بدأت الهند بتنفيذ إغلاق وطني شامل في 25 مارس، والذي قيد حرية تنقل الأشخاص في البلاد بشكل كامل.

### الهجرة
تعتبر الجالية الهندية هي أكبر جالية في العالم، إذ قدرت الأمم المتحدة عددها بأكثر من 17.5 مليون شخص في عام 2019، وتقدر وزارة الخارجية الهندية عدد المهاجرين الهنود في العالم بأرقام أكبر من هذه على أساس احتساب عدد الهنود الذين يدفعون ضريبة الدخل، بالإضافة إلى ذلك يوجد في الهند أيضًا عدد كبير من العمال المهاجرين الداخليين، وتقدر وكالة رويترز أن هناك أكثر من 100 مليون عامل مهاجر داخليًا ضمن الهند.

### عمليات الإجلاء السابقة
أجرت الهند العديد من عمليات الإجلاء واسعة النطاق في العصر الحديث، لا سيما خلال النزاعات التي شهدها الشرق الأوسط، إذ يتواجد عدد كبير من الهنود في هذه المنطقة من العالم التي شهدت العديد من النزاعات في التاريخ الحديث. اعتُبر الجسر الجوي الذي نقل الهنود من الكويت عام 1990 أكبر جسر جوي مدني في تاريخ العالم، إذ أجلي خلاله أكثر من 110 ألف شخص، أما على الصعيد المحلي فقد نقل عملية سلاح الجو الهندي أكثر من 19600 شخص من أوتاراخاند وهيماشال براديش خلال فيضانات شمال الهند عام 2013، فيما يعتبر أكبر عملية إجلاء مدنية بطائرات الهيلوكوبتر في التاريخ.

## عمليات الإجلاء على الصعيد الدولي

### من يناير 2020 إلى أبريل 2020
نظمت شركة طيران الهند الحكومية العديد من الرحلات إلى ووهان لإجلاء المواطنين الهنود وخاصة الطلاب الذين تقطعت بهم السبل هناك بعد الإغلاق الكامل لمقاطعة هوبي. ومع الازدياد السريع لعدد الحالات في إيطاليا وإيران تحولت جهود الحكومة الهندية لإجلاء المواطنين الهنود من ميلانو والمدن الإيرانية. كانت جميع رحلات الإجلاء هذه مجانية للركاب الهنود.

### من مايو 2020 إلى الآن
بدأت الحكومة الهندية برنامج إجلاء ضخم أطلق عليه اسم «مهمة فاندي بهارات» في 7 مايو 2020. شمل البرنامج رحلات لشركة طيران الهند و شركة طيران الهند إكسبريس منخفضة التكلفة. في المراحل الثلاث الأولى من المهمة لم تسمح الحكومة لشركات الطيران الخاصة بالمشاركة، لكنها سمحت لها لاحقًا بالمشاركة اعتبارًا من المرحلة الرابعة، مع إشراف كامل من الحكومة لتحديد أجرة السفر وتحديد المسارات وعدد الرحلات الجوية.
سُجل أكثر من 67 ألف طلب إجلاء من قبل شركة طيران الشرق الأوسط بحلول 8 مايو، وبعد عشرين يومًا فقط وصل عدد الطلبات المسجلة إلى أكثر من 300 ألف طلب. كان من المتوقع في البداية أن يتجاوز العدد الإجمالي للمدنيين الذين سيجلون من خلال هذه المهمة العدد الذي أجلي بواسطة الجسر الجوي الكويتي، مع تقديرات تتراوح بين 192 ألف إلى 250 ألف شخص. أعلنت وزارة الشؤون الخارجية الهندية في السادس من أغسطس أنها أعادت ما يقرب من 950 ألف هندي إلى وطنهم. بالإضافة إلى إجلاء المواطنين الهنود وإعادتهم إلى بلادهم، عملت بعض الرحلات الجوية أيضًا على إجلاء أي شخص يريد المغادرة، بشرط أن يكون مواطنًا أو مقيمًا دائمًا أو لديه تأشيرة صالحة لمدة عام واحد على الأقل، وعلى عكس عمليات الإجلاء السابقة للمواطنين الهنود دفع الركاب تكاليف رحلتهم بأسعار تصل إلى 15 ألف روبية (210 دولار أمريكي) لدول الخليج و100 ألف روبية (1400 دولار أمريكي) للولايات المتحدة.

#### المرحلة الأولى
استهدفت المرحلة الأولى - التي استمرت من 7 إلى 17 مايو - المناطق التي يعيش فيها عدد كبير من الهنود. كان من المتوقع أن تشتمل هذه المرحلة على 64 رحلة جوية، نصفها لدول الخليج، بالإضافة إلى سفينتين بحريتين لنقل الهنود العالقين في جزر المالديف تحت اسم الجسر البحري. بلغت عدد رحلات شركة طيران الشرق الأوسط 84 رحلة، وربما تعود هذه الزيادة إلى احتساب الرحلات المحلية على نفس الطائرة كرحلة منفصلة، وبحلول من 15 مايو ذكرت إذاعة الهند في بيان لها أن المرحلة الأولى من البرنامج شملت 56 رحلة جوية. 
- وصلت أول رحلة طيران لشركة الهند في 9 مايو وكانت تقل 129 راكبًا من دكا، بنغلاديش في مطار دلهي. في نفس اليوم وصلت رحلة أخرى لشركة طيران الهند وكانت تقل 180 هنديًا قادمين من الشارقة إلى لكناو. هبطت رحلة أخرى لشركة طيران الهند من الكويت وعلى متنها 163 هنديًا وأربعة أطفال في حيدر أباد، ووصل 177 هنديًا من كوالالمبور إلى تريشي في تاميل نادو. هبطت الرحلة الثانية من سنغافورة في مومباي وعلى متنها 243 هنديًا. وصل 180 مواطنًا هنديًا بينهم ثلاثة أطفال من دبي إلى تشيناي.[23]
- وصل 700 مواطن هندي في 10 مايو من جزر المالديف إلى ميناء كوتشي، وأطلقت البحرية الهندية على هذه العملية اسم الجسر البحري. وفي نفس اليوم وصل 326 مواطنًا هنديًا من لندن إلى مطار شاتراباتي شيفاجي مهراج الدولي في مومباي، وهبط 177 راكبًا من كوالالمبور في كوتشي، ووصل كذلك 117 مواطنًا هنديًا من الكويت إلى تشيناي.
- وصل 323 مواطنًا هنديًا من لندن إلى مطار بنغالور في 11 مايو، ووصل 118 مواطنًا هنديًا كانوا عالقين في سان فرانسيسكو إلى حيدر أباد، وفي نفس اليوم وصلت رحلة طيران شركة الهند رقم 1387 وكانت تقل مواطين هنود من مانيلا إلى مومباي.[24][25]

#### المرحلة الثانية
بدأت هذه المرحلة في 17 مايو وانتهت في 10 يونيو. وسعت نطاق عمليات الإجلاء لتشمل المزيد من دول أوروبا وآسيا الوسطى، ومن المقرر أن تتضمن هذه المرحلة إعادة أكثر من 30 ألف مواطن هندي إلى الهند من خلال 149 رحلة جوية من 40 دولة حول العالم.

#### المرحلة الثالثة
بدأت هذه المرحلة في 11 يونيو مع قائمة بأكثر من 300 رحلة جوية من 50 دولة حول العالم، ومن المقرر أن تشمل هذه المرحلة دخول شركات الطيران الخاصة.

#### المرحلة الرابعة
بدأت المرحلة الرابعة من مهمة فاندي بهارات في 3 يوليو، وركزت هذه المرحلة بشكل أساسي على دول الخليج وسنغافورة وتايلاند وماليزيا. شملت هذه المرحلة ما مجموعه 1050 رحلة، من بينها 750 رحلة ستقوم بها شركات طيران خاصة مقرها الهند، أما الرحلات المتبقية فستتكفل بها شركة طيران الهند إكسبريس. بدأت شركة طيران الهند الحكومية المرحلة الرابعة في 4 يوليو، ومن المقرر أن تقوم شركة طيران الهند بتشغيل رحلات إضافية من الهند إلى أوروبا والولايات المتحدة في الفترة الممتدة من 22 يوليو 2020 إلى 31 يوليو 2020 في إطار برنامج فاندي بهارات.

#### المرحلة الخامسة
بدأت المرحلة الخامسة في 1 أغسطس 2020 وستستمر حتى 31 أغسطس 2020، ومن المقرر إجراء أكثر من 700 رحلة إلى 53 دولة حول العالم. ستقوم شركة طيران الهند بتشغيل المزيد من الرحلات الجوية إلى الولايات المتحدة وفرنسا وألمانيا والمملكة المتحدة والإمارات العربية المتحدة وغيرها من الدول.

## عمليات الإجلاء المحلية
أعلنت شركة السكك الحديدية الهندية أنها نقلت أكثر من مليون عامل مهاجر داخليًا مع عائلاتهم إلى ديارهم في القطارات. تحملت حكومات الولايات مسؤولية ترتيب سفر العمال إلى ديارهم. تلقت حكومة ولاية أوتارانتشال - والتي تعتبر مصدرًا كبيرًا للعمال المهاجرين - 130 ألف طلب من العمال الراغبين في العودة إلى ديارهم.

## ردود الفعل
شكلت الرسوم المفروضة على الركاب عائقًا كبيرًا أمام الهنود الذين يريدون العودة لموطنهم لكنهم لا يملكون ما يكفي من المال للعودة إلى ديارهم، فمثلًا في دول الشرق الأوسط وحتى في الهند لم تُدفع رواتب العمال المهاجرين لعدة أسابيع، ما جعل من الصعب عليهم تحمل تكاليف رحلات الإجلاء والقطارات والحافلات، وأثار الركاب أيضًا العديد من الشكاوى بشأن عدم كفاية البنية التحتية للدفع والحجز في برنامج فاندي بهارات مع مخاوف بشأن الأمن ومهلة 30 دقيقة للدفع التي تعتبر قصيرة نسبيًا. 
استبعدت البعثة بشكل خاص ولاية غرب البنغال، واتُهم وزير الشؤون الخارجية بالتمييز نتيجة لذلك، ورد الوزير بيوش غويال أن حكومة الولاية لم تؤكد طلباتها لترتيبات الحجر الصحي وأن 3700 شخص قد سجلوا أسماءهم للعودة إلى هناك، وبعد يومين فقط نُظمت رحلة إجلاء من دكا في بنغلاديش إلى كلكتا عاصمة ولاية غرب البنغال.
أثارت محنة عاملات المنازل الهنديات على وجه الخصوص ضجة في وسائل الإعلام في جميع أنحاء العالم، إذ أدى الإغلاق إلى عدم قدرتهن على العودة إلى ديارهن بسهولة، خصوصًا بعد فقدان وظائفهن، وانتشرت على وسائل الإعلام صور العاملات في طريقهن إلى بلادهم الأصلية. أجريت العديد من المقارنات السلبية بين وضع العديد من المهاجرين المحليين والهنود في الخارج، وانتقد العديد من المسؤولين وسائل الإعلام لتركيزها على مهمة فاندي بهارات، وانتقد بعض السياسيين الحكومة المركزية لعدم تركيزها على العمال المهاجرين بالقدر الكافي.
لم يُسمح للقُصَّر المولودين في الخارج استخدام التأشيرات الهندية للسفر مع والديهم المواطنين الهنود للعودة إلى الهند بعد شهر مارس بسبب التعليق السابق لجميع التأشيرات الحكومية، وردًا على ذلك اقترح بعض مسؤولي شركة طيران الشرق الأوسط السماح لبعض مؤسسات التجارة الدولية بأن تكون مؤهلة للقيام بالرحلات الجوية أيضًا.

## الحوادث
انزلقت إحدى طائرات مهمة فاندي بهارات، وهي رحلة الخطوط الجوية الهندية السريعة 1344 التي كانت عائدة من دبي إلى مطار كاليكوت الدولي، وانحرفت عن المدرج ما أسفر عن مقتل 18 شخصًا من أصل 190 شخصًا كانوا على متنها.